# 12 Bucks
12 Bucks è un film statunitense del 1998 diretto da Wayne Isham.
È un film drammatico con Scott Waugh, Sean Graham (nel ruolo di due fratelli), Alexandra Paul e Ernest Borgnine (nel ruolo di Lucky).

## Produzione
Il film, diretto da Wayne Isham su una sceneggiatura di Sean Graham e Scott Waugh, fu prodotto da Dee Dee Altamura, Sean Graham, Cassidy Phillips, Elise Pritcher, Morgan Sackett e Scott Waugh per la Foreman Company e la Kindred Spirits Productions.

## Distribuzione
Il film fu distribuito negli Stati Uniti dal 7 ottobre 1998 (presentazione all'AFI Film Festival). È stato distribuito anche in Spagna con il titolo 12 dólares e in Grecia in televisione con il titolo Efialtiko parelthon.